# Женская сборная Макао по баскетболу 3×3
Женская сборная Макао по баскетболу 3×3 представляет Макао на международных соревнованиях по баскетболу 3×3. Управляющим органом является Баскетбольная ассоциация Макао (англ. Macau-China Basketball Association).
По состоянию на 1 сентября 2024, женская сборная Макао по баскетболу 3×3 занимает 100-е место в мировом рейтинге ФИБА женских сборных по баскетболу 3×3.

## Результаты выступлений
| Турнир                           | Золото | Серебро | Бронза | Всего |
| -------------------------------- | ------ | ------- | ------ | ----- |
| Чемпионат мира по баскетболу 3×3 | —      | —       | —      | —     |
| Итого                            | —      | —       | —      | —     |

### Чемпионат мира по баскетболу 3x3
| Год           | Место          | Игры           | Победы         | Поражения      | Состав команды                                     |
| ------------- | -------------- | -------------- | -------------- | -------------- | -------------------------------------------------- |
| 2012—2014     | не участвовали | не участвовали | не участвовали | не участвовали | не участвовали                                     |
| Гуанчжоу 2016 | 18             | 4              | 0              | 4              | Ka I Chan, Man Kei Chan, Nga Si Cheang, I Tong Mak |
| 2017—н. в.    | не участвовали | не участвовали | не участвовали | не участвовали | не участвовали                                     |